# Gary Lineker
Gary Lineker, OBE (* 30. listopadu 1960 v Leicesteru) je bývalý anglický fotbalista, později sportovní reportér a komentátor.

## Přednosti
Za celou svou kariéru nedostal ani žádnou žlutou kartu. „Sám sebe se ptám, jak je to možné. Přitom jsem pyšný, že se mi to podařilo. Časy se změnily a při současném posuzování tvrdé hry a přísnosti rozhodčích bych to už asi také nedokázal," řekl Lineker v rozhovoru pro časopis Fotbal v roce 1997.[zdroj?]
Spoléhal především na svou rychlost a pohotovost a zapojoval se do kombinace.

## Klubová kariéra
Nejlepšího střelce mistrovství světa koupila Barcelona, ale ve Španělsku se Lineker prosadil výrazně jen jednou. A to když v přátelském utkání Španělsko–Anglie nastřílel domácím čtyři góly.
Ještě hůře dopadlo jeho druhé zahraniční angažmá. V Japonsku odehrál vinou zranění jen patnáct zápasů. Nárt si poškodil tak něšťastně, že si fotbal nemůže zahrát už ani za starou gardu.

## Reprezentace
Na MS 1986 v Mexiku potřebovala Anglie v rozhodujícím zápase základní skupiny s Polskem vyhrát. Lineker nastoupil se zlomenou rukou zafixovanou bandáží. Soupeři udělil hattrick (tři góly v jednom zápase) během dvaceti osmi minut a jeho tým zvítězil 3:0. V osmifinále vstřelil dva góly Paraguayi a tým zvítězil 3:0 a ve čtvrtfinále vstřelil gól Argentině, s níž Anglie prohrála 1:2.

## Ocenění
V anketě Zlatý míč, která hledala nejlepšího fotbalistu Evropy, se roku 1986 umístil na druhém místě, o rok později na pátém. Pelé ho roku 2004 zařadil mezi 125 nejlepších žijících fotbalistů.

## Osobní život
Má čtyři syny, z nichž nejstarší prodělal leukémii, ale dokázal se uzdravit.
Je autorem jedné z humorných definic fotbalu: Fotbal je hra, kterou hraje dvaadvacet lidí a kterou vždycky vyhrají Němci.

## Úspěchy
- účast na MS 1986 v Mexiku (čtvrtfinále, nejlepší střelec)
- účast na ME 1988 v SRN (základní skupina)
- účast na MS 1990 v Itálii (4. místo)
- účast na ME 1992 ve Švédsku (základní skupina)
- vítěz PVP 1989
- vítěz Španělského poháru 1988
- vítěz Anglického poháru 1991
- Král střelců I. anglické ligy 1985, 1986, 1990